# Mantova 1911 SSD
AC Mantova, bildad 1911, är en fotbollsklubb i Mantua i Italien. Klubben har mestadels hållit till i lägre divisioner undantaget en period under 1960- och 70-talen då klubben spelade sju säsonger i Serie A med två 9:e platser som bästa resultat.

## Kända spelare
Se också Spelare i AC Mantova
- Stefano Fiore
- Torbjörn Jonsson
- Dino Zoff